# Un món a la seva mida
Un món a la seva mida (títol original en anglès: The Mighty) és una pel·lícula estatunidenca de 1998 dirigida per Peter Chelsom. El film es basa en una novel·la de l'autor Rodman Philbrick, Freak the Mighty, publicada en la seva versió original l'any 1993 als Estats Units. Ha estat doblada al català.

## Argument
Kevin Dillon i la seva mare es traslladen a la casa contigua a on viu Maxwell Kane amb els seus avis. Kevin és un petit Einstein impertinent però amb un aparell ortopèdic mentre que Max, que té tretze anys, està anormalment desenvolupat per a la seva edat. Aquests dos joves nois fora del comú, que els trinxeraires del barri anomenen Frankenstein i Igor, s'uniran i escullen la més noble de les missions com els Cavallers de la Taula rodona: reparar les culpes, exterminar els dracs, al regne ferotge de la seva ciutat.

## Repartiment
- Harry Dean Stanton: Elton
- Gena Rowlands: Susan
- Sharon Stone: Gwen Dillon
- Helden Hanson: el narrador
- Kieran Culkin: Kevin Dillon
- Gillian Anderson: Loretta Lee
- James Gandolfini: Kenneth
- Meat Loaf: Iggy
- Elden Henson: Maxwell Kane
- Joseph Perrino: Blade Fowler
- Jenifer Lewis: Sra- Addison

## Rebuda
PremisNominada al Globus d'Or a la millor actriu secundària 1998 (Sharon Stone) i cançó original
Crítica
- "Bastant original, però d'aquest to moralitzador i llardós de les pel·lícules dirigides al públic juvenil"[3]
- "Rondalla moral tendra, encara que una mica tova"[4]